# Paragiopagurus ruticheles
Espèce
Paragiopagurus ruticheles est une espèce de Bernard-l'hermites (crustacés décapodes).